# Capital intelectual
Dentro de una organización o empresa, el capital intelectual es el conocimiento intelectual de esa organización, la información intangible (que no es visible, y por tanto, no está recogida en ninguna parte) que posee y que puede producir valor.
Existen otras definiciones mismas que cita Marusia Monagas-Docasal en su artículo de Gestión del Conocimiento
Para Brooking (1997), “… la Gestión del Conocimiento envuelve la identificación y análisis del conocimiento tanto disponible como el requerido, la planeación y control de acciones para desarrollar activos de conocimiento, con el fin de alcanzar los objetivos organizacionales, lo que implica básicamente el desarrollo de la gestión estratégica”. Asimismo, este autor implica a las áreas siguientes en la gestión del conocimiento: Gestión de la información, Gestión de inteligencia, Gestión de documentación, Gestión de recursos humanos, Gestión de innovación y cambio, y Organización del trabajo. 
Para Edvinson y Malone (1999), “La Gestión del Conocimiento se define como la identificación de categorías de conocimiento necesario para apoyar la estrategia empresarial global, representa un intento sistemático y organizado de utilizar el conocimiento dentro de una organización para mejorar sus resultados” . Estos autores identifican el concepto de gestión del conocimiento con el logro de los objetivos organizacionales y el diseño de la estrategia de la empresa, y se considera que los activos del conocimiento resultan importantes en el desarrollo de estos procesos. Los mismos autores, al definir el capital intelectual, lo relacionan con el conjunto de aportaciones no materiales, que en la era de la información se entienden como el principal activo de las empresas del tercer milenio. 
Según Steward (1998), “la gestión del conocimiento es el conjunto de procesos que hacen que el Capital Intelectual de la empresa crezca” []. Para Bradley (2003), “la gestión del conocimiento es la gestión y movilización de los activos intangibles de la empresa sobre los que debe sustentarse la capacidad de aprendizaje y mejora continua de la organización” . Se aprecia en los conceptos señalados, la definición de la gestión del conocimiento como base para la generación del capital intelectual.
Según Edvinson y Malone (1999), “únicamente el balance general no da indicio sobre la memoria de la empresa, sus tradiciones y su filosofía. No nos dice cuánto valen estas cosas, ni da la alarma cuando se pierden por mala administración, las empresas que solo se ocupan de su balance general, pierden su memoria institucional”. Según Brooking (1997), “el capital intelectual no es nada nuevo, sino que ha estado presente desde el momento en que el primer vendedor estableció una buena relación con un cliente. Más tarde, se le llamó fondo de comercio. Lo que ha sucedido en el transcurso de las dos últimas décadas es una explosión en determinadas áreas técnicas claves, incluyendo los medios de comunicación y la tecnología de la información y las comunicaciones, que han proporcionado nuevas herramientas con las que se ha edificado una economía global”. Edvinson y Malone (1999) presentan el concepto de Capital Intelectual mediante la utilización de la siguiente metáfora: “Una corporación es como un árbol. Hay una parte que es visible (las frutas) y una parte que está oculta (las raíces). Si solamente te preocupas por las frutas, el árbol puede morir. Para que el árbol crezca y continúe dando frutos, será necesario que las raíces estén sanas y nutridas. Esto es válido para las empresas: si sólo nos concentramos en los frutos (los resultados financieros) e ignoramos los valores escondidos, la compañía no subsistirá en el largo plazo.

## Definiciones
Se trata de un concepto relativamente reciente (hacia 1997 surgen numerosas definiciones de autores como Edvinsson y Malone, Steward o Brooking) y se ha trasladado a diferentes ámbitos: al social, a la empresa, e incluso al académico.
Entre sus variadas clasificaciones, una de las más aceptadas es la diferenciación de tres grandes bloques:
1. Capital humano. Se trata de las capacidades, actitudes, destrezas y conocimientos que cada miembro de la empresa aporta a esta, es decir, forman activos individuales, e intransferibles. Este capital no puede ser de propiedad de la compañía (Edvinsson, 1998)

1. Capital organizacional. Se incluyen todos aquellos elementos de tipo organizativo interno que pone en práctica la empresa para desempeñar sus funciones de la manera más óptima posible. Entre estos se pueden señalar las bases de datos, los cuadros de organización, los manuales de procesos, la propiedad individual (patentes, marcas o cualquier elemento intangible que pueda estar protegido por los derechos de propiedad intelectual) y todas aquellas cosas cuyo valor para la empresa sea superior al valor material.(Roman, 2005).

1. Capital relacional. Hace referencia a los posibles clientes a los que va dirigido el producto de una empresa, a los clientes fijos de esta (cartera de clientes, listas establecidas, etc.), y a la relación empresa-cliente (acuerdos, alianzas, etc.); y también a los procesos de organización, producción y comercialización del producto (estrategias de cara al logro).

Cuando hablamos de capital humano debemos tener en cuenta que hacemos referencia al capital intelectual que, según Chiavenato (2007) nos señala que el capital intelectual de la organización está constituido de activos intangibles como:
- Capital interno: incluye la estructura interna, conceptos, modelos y sistemas de gestión e informáticos de la organización. La estructura interna y el personal constituyen lo que solemos llamar una organización. Además, la cultura o el espíritu organizacional es parte integral de esta estructura interna.
- Capital externo: toma en cuenta a la estructura externa de la organización, es decir, la relación con clientes y proveedores, así como marcas comerciales, marcas registradas, patentes y reputación de la empresa. El valor de estos activos depende de la satisfacción de la empresa con la solución de los problemas de los clientes.
- Capital humano: es el capital de personas, talentos y habilidades. La competencia de una persona es la capacidad de actuar en diversas situaciones para crear activos tangibles e intangibles. Los propietarios no son suficientes. Necesita una plataforma básica y una atmósfera que empodere a las personas y utilice el talento existente. De esta forma, el capital humano se compone básicamente de los talentos y habilidades de las personas. Su utilización plena requiere una estructura organizativa adecuada, así como democracia y promoción de la cultura.

Sin duda, la fórmula adecuada para la gestión del capital intelectual, teniendo en cuenta estos activos intelectuales, es un factor determinante para el progreso de la empresa. En este sentido, y como respuesta a esta necesidad o inquietud, se han realizado numerosos estudios, y han surgido enfoques que siguen diferentes líneas de investigación pero con un mismo objetivo. Por citar algunos: enfoque humano, enfoque de desarrollo e innovación, enfoque de proceso, enfoque económico o financiero, entre otros.